# VGX-1027
VGX-1027也称为GIT-27，分子式为C11H11NO3，是一种免疫調節劑，可阻断TLR2、TLR4、TLR6等Toll样受体的下游信号，因此可减少白介素、TNF-α等多种细胞因子造成的影响。